# Dame de Bonifacio
La Dame de Bonifacio est un squelette fossile de sexe féminin daté d'environ 6500 av. J.-C. (Mésolithique) et découvert à Bonifacio, en Corse-du-Sud. Il s'agit de l'une des plus anciennes traces d'inhumation connues en Corse.

## Situation
La Dame de Bonifacio a été découverte sur le site d'Araguina-Sennola, dans la commune de Bonifacio, en Corse-du-Sud.

## Historique
Ce squelette a été mis au jour en 1972 par les archéologues François de Lanfranchi et Michel-Claude Weiss.

## Le site
Le site a livré d'autres sépultures plus récentes. Il a été occupé du Mésolithique jusqu'aux temps modernes, avec une interruption du haut Moyen Âge jusqu'au milieu du Moyen Âge central inclus. Sa stratigraphie complète compte 53 couches sur plus de 6 m d'épaisseur.
Le site d'Araguina-Sennola a été classé monument historique le 1er septembre 1988, et sa propriété a été transférée à la collectivité territoriale de Corse.

## Description

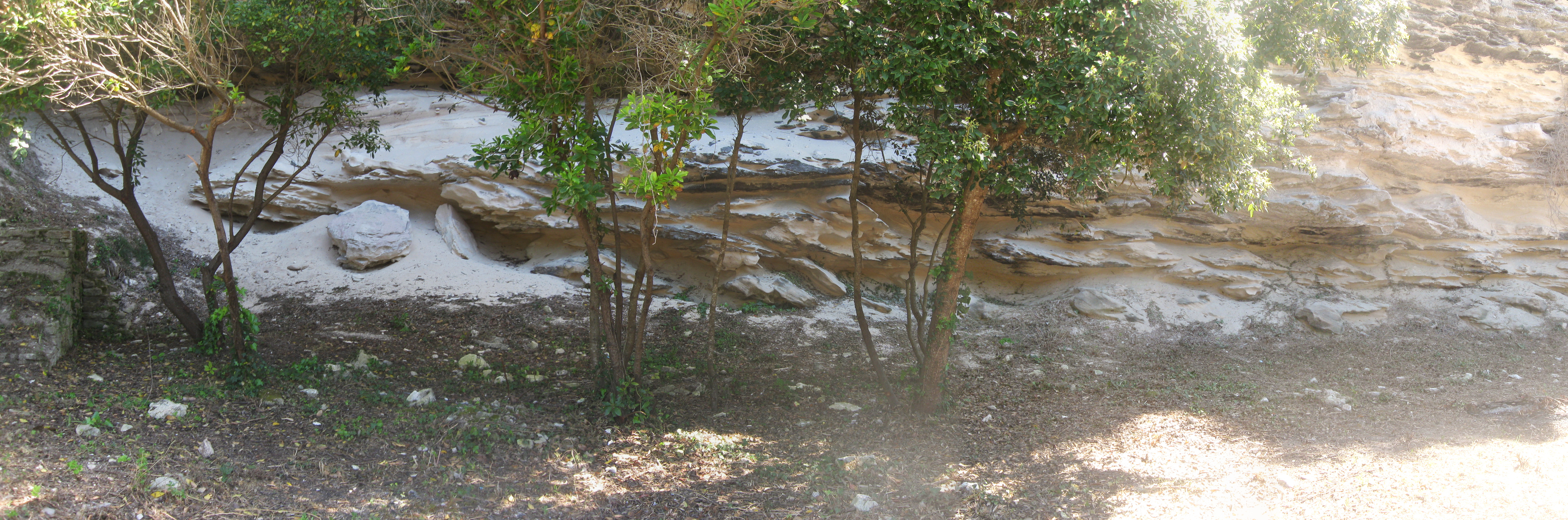
Abri sous roche d'Araguina-Sennola, Bonifacio

La Dame de Bonifacio a été découverte dans la couche XVIIIb du site, qualifiée par les archéologues de « mésolithique insulaire ». Cette couche est sous-jacente à une couche dépourvue de céramique,. Elle est datée d'environ 6500 av. J.-C.
La Dame mesurait 1,54 m et était âgée de 30 à 35 ans à sa mort. Elle avait subi des troubles de la croissance et plusieurs traumatismes tout au long de sa vie, dont une fracture non réduite de l’avant-bras gauche, une tumeur osseuse bénigne sur un tibia, de l'arthrite, des lésions infectieuses et une probable inflammation mandibulaire. Son membre supérieur gauche était paralysé, et une malformation du pied gauche l'empêchait probablement de se déplacer en station debout. Ces handicaps n'ont pas causé sa mort, ce qui implique qu'elle a bénéficié d'une aide de la part des membres de sa communauté. Sa mort a probablement été causée par une infection buccale, et en particulier une molaire brisée.
Disposée sur le dos, elle a été inhumée sur son lieu d'occupation après avoir été recouverte d'une quantité importante d'ocre rouge, selon un rituel semblable à celui du Mésolithique continental.

## Conservation
Son squelette est exposé au musée de l'Alta Rocca, à Levie (Corse-du-Sud), qui présente les différentes phases du peuplement du Sud de la Corse depuis la Préhistoire. Plusieurs moulages ont été réalisés, dont l'un était exposé au début des années 2000 à l'université de Corse-Pascal-Paoli.